# Vincenzo Cuoco

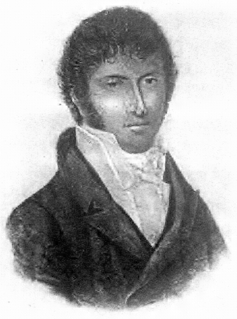
Vincenzo Cuoco auf einer Lithographie von 1840

Vincenzo Cuoco (* 1. Oktober 1770 in Civitacampomarano; † 14. Dezember 1823 in Neapel) war ein italienischer Jurist, Historiker und Philosoph.

## Leben
Vincenzo Cuoco wurde 1770 als Sohn des Rechtsanwalts Michelangelo Cuoco in Civitacampomarano nahe der Stadt Campobasso in der Region Molise geboren. Im Jahre 1787 zog er nach Neapel, um dort Rechtswissenschaften zu studieren und wie der Vater Rechtsanwalt zu werden. Sein Interessen verlagerte er jedoch bald zu Wirtschaftswissenschaften, Philosophie, Geschichte und Politik. Er lernte den damals weit bekannten Historiker und Ökonomen Giuseppe Maria Galanti (1743–1806) kennen, der Cuocos Geschichtsdenken beeinflusste. Cuoco wurde Mitarbeiter an Galantis Descrizione Geografica e Politica delle Sicilie. Des Weiteren studierte Cuoco Schriften von Antonio Genovesi, Ferdinando Galiani, Montesquieu und auch frühere Autoren wie Giambattista Vico und Niccolò Machiavelli.
Als die Revolution ausbrach und am 22. Januar 1799 die Parthenopäische Republik ausgerufen wurde, unterstützte Cuoco überzeugt die neue republikanische Regierung, die die Monarchie von Ferdinand I. abgelöst hatte. Er wurde Sekretär des republikanischen Priesters und Professors Ignazio Falconieri. Nach dem Sturz der Republik und Wiedereinsetzung der Monarchie im Juni 1799 wurde Cuoco einige Monate lang inhaftiert und dann ins Exil gezwungen und Falconieri wurde hingerichtet. Cuoco ließ sich eine Zeit lang in Paris nieder und zog dann nach Mailand. Dort veröffentlichte Cuoco sein bekanntestes Werk Saggio Storico sulla Rivoluzione Napoletana del 1799, den Historischen Aufsatz über die Neapolitanische Revolution von 1799, worin er neben der Analyse auch selbst in der Parthenopäischen Republik Erlebtes darlegt.
Cuoco schrieb zudem Artikel im Sinne der neu errichteten Cisalpinischen Republik und war von 1804 bis 1806 Chefredakteur der Zeitschrift „Giornale Italiano“. Er versuchte die Italiener zu einem Wandel in Ethik, Gesellschaft, Politik und Wirtschaft anzuspornen, damit sie sich einer nationalen Unabhängigkeit würdig erweisen würden. Im Jahre 1806 veröffentlichte er den Briefroman „Platone in Italia“ und kehrte nach Neapel zurück, als Ferdinand I. erneut abgesetzt worden war zugunsten von Napoleons Bruder Joseph Bonaparte. Nun wurden Cuoco bedeutende Stellen in der öffentlichen Verwaltung übertragen, erst als Berater des Obersten Gerichtes, dann als Direktor des Schatzamtes. Als Joachim Murat König von Neapel wurde, war Cuoco einer seiner wichtigsten Berater. Im Jahre 1808 reformierte Cuoco als Präsident der Einrichtung die Accademia Pontaniana. Er schrieb für das Journal Monitore delle Due Sicilie und gründete das Giornale Costituzionale delle Due Sicilie. Im Jahre 1809 entwarf Cuoco auch ein Projekt für die Organisation der öffentlichen Bildung im Königreich Neapel und legte seine Ansicht dar, dass eine öffentliche Gemeinbildung ein unabdingbares Werkzeug für die Schaffung eines nationalen Bewusstseins im Volke sei.
Im Jahre 1810 wurde er zum Vorsitzenden des Provinzrates der Region Molise ernannt und im Jahre 1812 schrieb er Viaggio in Molise über seine Herkunftsregion.
Mit dem Zusammenbruch der französischen Dominanz Europas im Jahre 1815 und nachdem Ferdinand I. nach der Schlacht bei Tolentino auf seinen Thron zurückkehrte, zog Cuoco sich aus der Politik zurück. Es wurde berichtet, dass er sich sozial zurückziehe, Zeichen von Verwirrung zeige und einige seiner eigenen Schriften zerstöre. Die genaue Art seiner psychischen Erkrankung ist unbekannt, führte aber offenbar zu seinem Tod im Jahre 1823.

## Schaffen und Wirken
Während der Zeit der Parthenopäischen Republik schrieb Cuoco die Lettere a Vincenzo Russo, worin er die Verfassung kommentiert. In seiner im mailändischen Exil veröffentlichten Saggio Storico sulla Rivoluzione Napoletana del 1799 äußert Cuoco sowohl eine leidenschaftliche Kritik an der republikanischen Revolution, die seiner Meinung nach zum Scheitern verurteilt gewesen sei, da sie von einer Elite von Revolutionären durchgeführt wurde, die sich vom Volk entfremdet hätten, die er aber dennoch lobt, da sie versucht hätten das Volk zu befreien und mit ihrem Leben bezahlten.
In seinem Briefroman Plato in Italien beschreibt Cuoco eine phantastische, uralte Zivilisation, die in Italien vor der griechischen Kolonisation während der Magna Graecia erblühte und als Anregung für eine geistig-seelische Wiedergeburt Italiens dienen sollte, die aus eigenen Traditionen entspringen soll und nicht aus fremden Einflüssen. Mit diesem Buch übte Cuoco bedeutenden Einfluss während des Risorgimento aus und wurde insbesondere von Vincenzo Gioberti aufgegriffen.
So unterschiedliche Denker wie der faschistische Philosoph Alfredo Acito und der marxistische Philosoph Antonio Gramsci bezogen sich auf Cuoco. Dem Völkerrechtslehrer Hermann Raschhofer zufolge richtete sich Cuocos politische Philosophie und Staatslehre, inspiriert von Gedanken Giambattista Vicos gegen das Jakobinertum, wie es in der Französischen Revolution zutage getreten war.. Andererseits wird Cuoco heutzutage von z. B. Dietmar Stübler selbst als Jakobiner bezeichnet Zu weiteren Dichtern und Denkern, die von Cuoco beeinflusst waren, zählen Ugo Foscolo, Alessandro Manzoni, Bertrando Spaventa und Benedetto Croce.